# 盛彥儒
盛彥儒（英語：Stanley SHEN，1999年12月13日—），台灣男歌手、饒舌歌手及詞曲作家，創作多以饒舌加上抒情之唱跳風格為主，舞蹈團體出身，因在學習舞蹈中對音樂產生極大的興趣，於是開始投入於音樂創作。
2019年6月發行個人首張EP《盛下的愛SHEN’s Love》，2020年8月發行個人首張專輯《L&L》，期間陸續發行了許多首單曲。

## 音樂作品

#### 專輯、EP
| #   | 專輯資料                                                                      | 曲目                                           |
| 1st | 《盛下的愛SHEN’s Love》 - 發行日期：2019年６月２６日 - 發行公司：杰思國際娛樂 | 曲目 1. 在意 Care About You 2. Waiting For You |

| #   | 專輯資料                                                  | 曲目                                                 |
| 2st | 《L&L》 - 發行日期：2020年8月1日 - 發行公司：杰思國際娛樂 | 曲目 1. The Moment 2. Trynna Forget 3. Change or not |

單曲
| #   | 單曲資料 | 曲目                          |
| 1st | 《在意 Care About You》 - 發行日期：2019年6月26日 - 發行公司：杰思國際娛樂 - 後收錄於首張專輯#盛下的愛SHEN’s Love | 曲目 1. 在意 Care About You   |
| 2nd | 《Waiting For You》 - 發行日期：2019年6月26日 - 發行公司：杰思國際娛樂 - 後收錄於首張專輯#盛下的愛SHEN’s Love     | 曲目 1. Waiting For You       |
| 3rd | 《不能再》 - 發行日期：2019年9月25日 - 發行公司：杰思國際娛樂                                                     | 曲目 1. 不能再                |
| 4th | 《Real God 真實的神》 - 發行日期：2019年12月25日 - 發行公司：杰思國際娛樂                                         | 曲目 1. Real God 真實的神     |
| 5th | 《Bring Dream In My Bag 開南大學年度合作主題曲》 - 發行日期：2020年6月24日 - 發行公司：杰思國際娛樂               | 曲目 1. Bring Dream In My Bag |
| 6th | 《The Moment》 - 發行日期：2020年8月1日 - 發行公司：杰思國際娛樂 - 後收錄於專輯#L&L                               | 曲目 1. The Moment'           |
| 7th | 《Trynna Forget》 - 發行日期：2020年8月1日 - 發行公司：杰思國際娛樂 - 後收錄於專輯#L&L                            | 曲目 1. Trynna Forget         |
| 8th | 《Change or nor》 - 發行日期：2020年8月1日 - 發行公司：杰思國際娛樂 - 後收錄於專輯#L&L                            | 曲目 1. Change or nor         |

!9th
| align="left" |《先處理你(Kill U First)》
- 發行日期：2021年8月8日
- 發行公司：杰思國際娛樂

| align="left" |
1. 先處理你(Kill U First)

|}

### 其他作品
| 年份 | 歌名          | 備註               |
| 2019 | #在意（編曲） | 金馬影展合作主題曲 |

### 演出經歷
- 2018 Mr.Frog Dance Studio 【舞庸置疑. ９】表演嘉賓
- 2018 Mr.Frog Dance Studio 月月盃賽事 表演嘉賓
- 2018 金牌好物展售會 表演嘉賓
- 2018 左右舞蹈表演坊 表演嘉賓
- 2019 中壢全民仲夏夜音樂節 表演嘉賓
- 2019 Mr.Frog Dance Studio 【舞庸置疑10】表演嘉賓
- 2019 嘻奇派對 表演嘉賓
- 2019 桃園市國中小熱舞大賽 表演嘉賓
- 2019 竹圍海洋音樂祭  表演嘉賓
- 2019 桃園藝文中心公益活動  表演嘉賓
- 2019 Mr.Frog Dance Studio 月月盃賽事 表演嘉賓
- 2019 彌聲嘻哈音樂會 表演嘉賓
- 2019 開南大學數系活 表演嘉賓
- 2019 啟英高中校園演唱會 表演嘉賓
- 2019 開南大學聖誕演唱會 表演嘉賓

- 2019 銘傳大學聖誕演唱會 表演嘉賓
- 2019 中原大學聖誕演唱會 表演嘉賓

- 2019 健行科技大學聖誕演唱會 表演嘉賓
- 2019  台北新生命小組教會 表演嘉賓

## 外部連結
- 盛彥儒的Facebook專頁（繁體中文）
- 盛彥儒的Instagram帳戶（繁體中文）
- Channel&t=0h0m0s YouTube上的